# Retrato de Goffredo Mameli
Retrato de Goffredo Mameli (en italiano: Goffredo Mameli ritratto dal vivo) es un dibujo a lápiz sobre papel de Roberto Bompiani, realizada en 1849.   

## Descripción
La pintura es un dibujo con unas dimensiones de 58 x 42 centímetros. Es en la colección de la Museo Central del Risorgimento, en Roma.

## Análisis
Esta pintura muestra a Goffredo Mameli (1827-1849), el autor de Il Canto degli Italiani, el himno nacional italiano. Él escribió la letra en 1847. La música fue compuesta por Michele Novaro. Mameli murió en el Risorgimento italiano a la edad de 22 años.

## Europeana 280
En abril de 2016, la pintura Retrato de Goffredo Mameli fue seleccionada como una de las diez más grandes obras artísticas de Italia por el proyecto Europeana.